# Varighed
Varighed af en obligation (eller anden betalingsrække) er et udtryk for obligationens renterisiko udtrykt ved prisændringen som funktion af en ændring i den effektive rente.
Varigheden V er udtrykt ved den partielt afledte af obligationens nutidsværdi, NV, mht. (1 + r), hvor r er obligationens effektive rente:
{\displaystyle V=-{\frac {\partial NV}{\partial (1+r)}}{\frac {1+r}{NV}}=-{\frac {\partial NV}{\partial r}}{\frac {1+r}{NV}}}

## Beregning
For inkonverterbare obligationer kan varigheden beregnes som det vægtede gennemsnit af tiden til hver enkelt betaling, hvor tiden vægtes med betalingens nutidsværdi.
Varigheden findes ved at beregne summen af nutidsværdien NV(Yt) af ydelsen Yt til tiden t multipliceret med t og derefter dividere denne sum med obligations samlede nutidsværdi:
{\displaystyle V={\frac {\sum {t\cdot NV(Y_{t})}}{NV}}}
Til beregning af nutidsværdierne kan enten benyttes den effektive rente eller nulkuponrenter.
Benyttes den effektive rente, r, er NV(Yt) = Yt / (1 + r)t. Denne definition kaldes Macaulay- eller Redington-varighed.
Benyttes i stedet nulkuponrenter, beregnes værdien NV(Yt) = Yt / (1 + yt)t, hvor yt er nulkuponrenten hørende til tiden t. Denne definition af varighed kaldes Fisher-Weil-varighed.

### Porteføljer
For en portefølje af flere obligationer beregnes porteføljens varighed som gennemsnittet af hver enkelt obligations varighed vægtet med obligationens nutidsværdi. For varigheder beregnet vha. Fisher-Weil-definitionen gælder dette eksakt, mens det for Macauley-definitionen kun gælder approksimativt.

## Fortolkninger af varighed

### Renterisiko
Da varigheden iflg. definitionen udtrykker prisen afledt mht. (1 + r), kan varigheden give et approksimativt udtryk for prisændringen ved en given (lille) ændring i den effektive rente (approksimativt, fordi pris-rentekurven er krum, og varigheden kun er den førsteordens afledte).
Hvis f.eks. varigheden af en obligation er 3, og den effektive rente stiger fra 5% til 7,1% svarende til en relativ ændring på (7,1% – 5%) / (1 + 5%) = 2%, da vil den relative prisændring være
{\displaystyle {\frac {\Delta NV}{NV}}\approx -V{\frac {\Delta (1+r)}{1+r}}=-3\cdot 2\%=-6\%}.
En andet hyppigt anvendt størrelse er den såkaldt modificerede varighed, der udtrykker den relative i prisen i forhold til den absolutte ændring i den effektive rente:
{\displaystyle MV={\frac {D}{1+r}}}
Den modificerede varighed udtrykker, at f.eks. for en obligation med en modificeret varighed på 3 vil en stigning i den effektive rente på 0,5 procentpoint give en prisændring på (approksimativt)
{\displaystyle {\frac {\Delta NV}{NV}}\approx -MV\cdot \Delta r=3\cdot 0,5\%=1,5\%}
Endelig findes kursrisikoen også kaldet kronevarigheden, der udtrykker den absolutte prisændring, dvs. målt i kroner (eller anden valuta). For en obligation på nominelt 100 kr. udtrykkes denne således:
{\displaystyle \$V={\frac {D}{1+r}}\cdot {\frac {NV}{100}}}
For en obligation med $V = 4, vil et rentefald på 1 procentpoint give en prisændringen på approksimativt {\displaystyle \Delta NV\approx -100\cdot \$V\cdot \Delta r=100\cdot 4\cdot 1\%=4{\mbox{ kr.}}}.

De her nævnte approksimationer kan gøres bedre ved at inddrage prisfunktionens andenafledede. Denne størrelse kaldes konveksiteten. Mens varigheden udtrykker priskurvens hældning ved en given effektiv rente, er konveksiteten et udtryk for kurvens krumning. Konveksiteten er således et udtryk for, hvor meget varigheden ændrer sig ved ændringer i den effektive rente.

### Løbetid
En anden fortolkning af varigheden er et mål for obligationens løbetid, dvs. som et gennemsnit af betalingstiderne. For inkonverterbare obligationer vil varigheden være ≤ løbetiden. Varigheden for en nulkuponobligation vil netop være lig med løbetiden.
Løst definereret er varigheden således et udtryk for, hvor hurtigt beløbet tilbagebetales. Eksempelvis vil et serielån, der har de største ydelser i starten af lånets levetid, have en mindre varighed end et stående lån (med samme karakteristika), hvor der kun er små ydelser frem til den sidste termin, hvor hovedstolen tilbagebetales. For fastforrentede, inkonverterbare lån med samme karakteristika udover afdragsprofilen gælder generelt, at Vserielån < Vannuitetslån < Vstående lån < Vnulkupon.
Jo højere den effektive rente er, jo mindre er nutidsværdien af betalingerne længst ude i fremtiden, og jo mindre vil varigheden således også være.

### Immuniseringshorisont
Endelig kan varigheden opfattes som en immuniseringshorisont, dvs. et tidspunkt i fremtiden, hvor man er upåvirket af en renteændring her og nu. Hvis markedsrenterne stiger, vil obligationen falde i kurs, idet de fremtidige betalinger nu skal tilbagediskonteres med en højere rente. Til gengæld kan betalingerne geninvesteres til en højere rente, hvilket virker i modsat retning. De to effekter vil netop ophæve hinanden ved immuniseringshorisonten, idet nutidsværdien af obligationen vil være den samme, som hvis renterne ikke var steget. Hvis renterne således stiger til tiden t og derefter er uændrede resten af perioden, da vil kurstabet være tjent ind til tiden t + V.